# Анализ социальных сетей

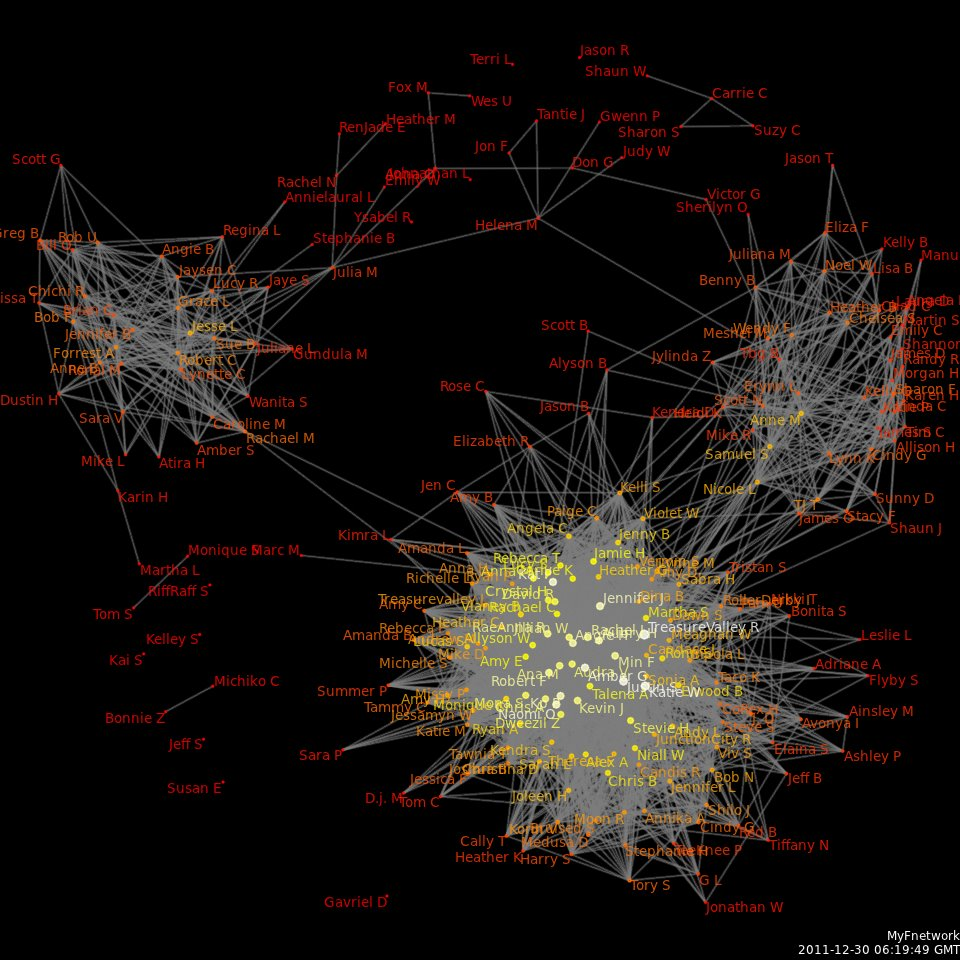
Схема социальной сети, отображающая дружеские отношения между набором пользователей Фейсбука.

Ана́лиз социа́льных сете́й (англ. Social network analysis) представляет собой исследование социальных сетей, рассматривающее социальные отношения в терминах теории сетей. Эти термины включают в себя понятие узла (отображает отдельного участника в пределах сети) и связи (отображает такие отношения между индивидами, как дружба, родство, положение в организации, интимные отношения, и т. д.). Эти сети часто описывают в виде социальных сетевых схем, где узлы представлены в виде точек, а связи представлены в виде линий.

## Обзор
Анализ социальных сетей возник как ключевая техника современной социологии. Он получил значительное распространение в антропологии, биологии, коммуникативных исследованиях, экономике, географии, истории, информатике, организационных исследованиях, политологии, социальной психологии, исследовании развития и социолингвистике, и сейчас легко доступен как потребительский инструмент.
Анализ социальных сетей берёт свои теоретические истоки в работах ранних социологов, таких как Георг Зиммель и Эмиль Дюркгейм. Эти учёные писали о важности изучения шаблонов отношений, связывающих участников социального взаимодействия. Социологи используют понятие «социальная сеть» с начала XX века для обозначения сложных наборов отношений между членами социальных систем на всех уровнях, от межличностных до международных. В 1954 году Дж. А. Барнз начал систематически использовать этот термин для обозначения моделей связи, охватывающих как понятия, традиционно использовавшиеся населением, так и понятия, которые использовались социологами: связанные группы (например, племена, семьи) и социальные категории (например, пол, этническая принадлежность). Такие учёные как Рональд Берт, Кэйтлин Карлей, Марк Грановеттер, Дэвид Кракхардт, Эдвард Лауманн, Анатоль Рапопорт, Барри Веллман, Дуглас Р. Уайт и Харрисон Уайт расширили использование систематического анализа социальных сетей. Даже при изучении литературы сетевой анализ применялся Анхайером, Герхардсом и Ромо, Воутер Де Нуй, Бёрджерт Сенекал. Анализ социальных сетей нашёл действительное применение как в различных академических дисциплинах, так и на практике, в таких областях, как отмывание денег и терроризм.

## Метрики

Цвет (от красного=0 до синего=max) отображает для каждого узла степень посредничества. Степень посредничества — это мера центральности узла в сети, равная количеству кратчайших путей от каждой вершины до всех остальных вершин, проходящих через данный узел. Центральность по посредничеству отображает нагрузку и значимость узла в сети: синие узлы несут более глобальную нагрузку, в то время как красные обладают только локальной значимостью.

### Связи
Гомогенность (англ. Homophily): степень, с которой схожие участники формируют связи между собой в сравнении с несхожими. Схожесть может быть определена по половому признаку, расе, возрасту, роду занятий, достижениям в области учёбы, статусу, ценностям или по другим выделяющимся характеристикам. Понятие гомогенности связано с ассортативностью.
Множественность (англ. Multiplexity): количество форм, содержащихся в связи. Например, два человека, которые являются друзьями и работают вместе будут иметь множественность, равную 2. Множественность связана с прочностью отношений.
Обоюдность/Взаимность (англ. Mutuality/Reciprocity): степень, с которой двое участников отвечают друг другу взаимностью в сфере дружеских или других взаимодействий.
Закрытость сети (англ. Network Closure): мера полноты реляционных триад. Присвоение индивидам степени закрытости сети (то есть тот факт, что их друзья также являются друзьями между собой) называется транзитивностью. Транзитивность является последствием индивидуальной или ситуационной особенности, заключающейся в потребности когнитивной закрытости.
Соседство (англ. Propinquity): склонность участников иметь больше связей с теми, кто находится ближе с точки зрения географии.

### Распределение
Мост (англ. Bridge): индивид, чьи слабые связи заполняют структурные пробелы, обеспечивая единственное соединение между двумя индивидами или кластерами. Он так же включает в себя кратчайший путь, когда более длинный путь невозможен из-за высокого риска искажения сообщения или невозможности доставки.
Центральность (англ. Centrality): центральность относится к группе метрик, целью которых является определение «значительности» или «влияния» (в различных значениях) определённого узла (или группы) в сети. Примерами общих методов измерения «центральности» являются определение степени посредничества, степени близости, степени влиятельности, альфа-центральности и степени связности.
Плотность: отношение прямых связей в сети к общему возможному количеству связей.
Расстояние (англ. Distance): минимальное количество связей, необходимое для соединения двух определённых участников, показанное Стэнли Милгремом в его эксперименте и в теории шести рукопожатий.
Структурные пробелы (англ. Structural holes): отсутствие связей между двумя частями сети. Поиск и использование структурного пробела может дать предпринимателю конкурентное преимущество. Эта концепция была разработана социологом Рональдом Бертом. Иногда её относят к альтернативной концепции социального капитала.
Сила связи (англ. Tie Strength): определяется линейной комбинацией времени, эмоциональной интенсивности, близости и взаимности (то есть обоюдности). Сильные связи определяются гомогенностью, родством и транзитивностью, в то время как слабые — мостами.

### Сегментация
Группа определяется как «клика», если каждый индивид в ней напрямую связан с другим индивидом. Группа определяется как «круг общения», если в ней меньше требований к прямому контакту, который может быть не определён. Группа определяется как структурно сплоченные блоки, если точность необходима.
Коэффициент кластеризации: мера вероятности, с которой два партнёра одного узла являются приятелями. Высокий коэффициент кластеризации соответствует значительной «кликовости».
Сплоченность: степень, с которой участники связаны напрямую друг с другом при помощи социальных связей. Структурная сплоченность означает минимальное количество участников, которые, будучи удаленными из группы, развалят группу.

## Моделирование и визуализация сетей
Визуальное представление социальных сетей важно для понимания данных сети и передачи результатов анализа. В большинстве случаев аналитическое программное обеспечение имеет модули для визуализации сети. Исследование данных производится путём отображения узлов и связей в различных слоях, а также присваивания узлам цветов, размеров и других дополнительных свойств. Визуальное представление сетей может выступать в качестве мощного метода передачи сложной информации, но следует соблюдать осторожность при интерпретации узлов и свойств графа, основываясь исключительно на отображении, так как структурные особенности, которые лучшим образом охватывает количественный анализ, могут быть искажены.
Взвешенные графы могут использоваться для иллюстрации хороших и плохих отношений между людьми. Дуги положительного веса между двумя узлами указывают на положительные взаимоотношения (дружба, родство, отношения), а дуги отрицательного веса между двумя узлами указывают на отрицательные взаимоотношения (ненависть, гнев). Помеченные графы социальных сетей могут использоваться для предсказания развития графа в будущем. В помеченных социальных сетях существуют понятия «сбалансированных» и «несбалансированных» циклов. Под сбалансированным циклом подразумевается такой цикл, в котором результат всех меток положительный. Сбалансированные графы представляют группу людей, членам которой не хотелось бы менять своё мнение о других членах группы. Несбалансированные графы представляют группу людей, члены которой с лёгкостью меняют своё мнение о других членах группы. Например, группа из трёх человек (A, B и C), где A и B имеют положительные взаимоотношения, а C и A отрицательные, является несбалансированным циклом. Эту группу легко превратить в сбалансированный цикл, такой что B будет иметь хорошие взаимоотношения с A, и оба A и B будут иметь отрицательные взаимоотношения с C. Благодаря использованию сбалансированных и несбалансированных циклов анализ развития помеченного графа социальной сети может быть предсказан .
В особенности когда речь идёт об использовании анализа социальной сети в качестве инструмента по содействию изменениям, различные подходы для отображения сети были признаны полезными. Например, участники/интервьюеры предоставляют сетевую информацию, отображая сеть (при помощи ручки и бумаги или цифровых средств) в ходе процесса сбора данных. Одним из преимуществ этого подхода является то, что он позволяет исследователям собирать качественные данные и задавать уточняющие вопросы в ходе сбора сетевой информации.

## Практическое применение
Анализ социальных сетей широко используется в ряде приложений и дисциплин. Некоторые распространённые приложения сетевого анализа включают в себя сбор и накопление данных, моделирование распространения сети, моделирование сети и выборок, анализ характерных признаков и поведения пользователя, ресурсная поддержка, обеспечиваемая сообществом, анализ взаимодействия на основе местоположения, социальный обмен и отбор, развитие систем рекомендаций, а также прогнозирование связей и анализ объектов. В частном секторе фирмы используют анализ социальных сетей для поддержки такой деятельности, как взаимодействие и анализ клиентов, маркетинг и бизнес-аналитика. Использование анализа социальных сетей государственным сектором включает в себя развитие стратегий участия руководства, анализ индивидуального и группового участия, использование средств массовой информации и основанное на сообществах решение проблем.
Анализ социальных сетей так же используется в разведывательных, контрразведывательных и правоохранительных мероприятиях. Эта техника позволяет аналитикам отобразить на карте нелегальную или скрытую организацию, такую как шпионский круг, организованную преступную общину или уличную банду. Агентство национальной безопасности (NSA) использует программы тайных массовых систем электронного наблюдения для генерации данных, необходимых для представления этого типа анализа в террористических ячейках и других сетях, имеющих отношение к национальной безопасности. В процессе сетевого анализа Агентство национальной безопасности производит поиск в глубину на три узла. После того как завершилось начальное отображение социальной сети, выполняется анализ для определения структуры сети и, к примеру, лидера сети. Это позволяет военным или правоохранительным органам нанести сокрушительные удары по захвату или уничтожению наиболее значимых целей, занимающих лидерские позиции, что приводит к нарушению функционирования сети.
Вскоре после террористического акта 11 сентября Агентство национальной безопасности начало использование анализа социальных сетей при детальной регистрации вызовов, которые представляют из себя метаданные.